# Manayunkia mizu
Manayunkia mizu är en ringmaskart som beskrevs av Rouse 1996. Manayunkia mizu ingår i släktet Manayunkia och familjen Sabellidae. Inga underarter finns listade i Catalogue of Life.